# Novillars
Novillars är en kommun i departementet Doubs i regionen Bourgogne-Franche-Comté i östra Frankrike. Kommunen ligger i kantonen Marchaux som tillhör arrondissementet Besançon. År 2022 hade Novillars 1 345 invånare.

## Befolkningsutveckling
Antalet invånare i kommunen Novillars
Referens:INSEE